# 龙潭街道 (南京市)
龙潭街道是中华人民共和国江苏省南京市棲霞區下辖的一个街道办事处。位于栖霞区东部，北临长江，南与镇江市相邻。

## 历史
原称龙潭镇，民国时属句容县。1921年，中国水泥厂在此创立，是当时中国最大的水泥厂之一。1927年，此地曾发生知名战役——龙潭战役。1953年，因工业发展需求，南京市同相邻的江宁县、六合县和句容县调整地界，龙潭镇由此划归南京市。与其它划入地区同属新设第九区，即后来的栖霞区。其后，历经变迁，于2002年设立龙潭街道。
2012年7月8日，南京市人民政府批复同意撤销靖安街道办事处，将其行政区域整建制划入龙潭街道办事处。

## 行政区划
龙潭街道下辖以下村级行政区划单位：
中国水泥厂社区、龙潭街社区、丽江苑社区、龙潭村社区、兴隆村、宣闸村、花园村、上首村、龙潭村、三官村、营防社区、长江社区、靖安家园社区、营防村、大棚村、南中村、飞花村、上坝村、长江村、马渡村、太平村、靖安村、联盟村、孙庄村、滨江村和陈店村。